# Maigné
Maigné település Franciaországban, Sarthe megyében. Lakosainak száma 336 fő (2022. január 1.). Maigné Crannes-en-Champagne, Vallon-sur-Gée, Chemiré-le-Gaudin, Fercé-sur-Sarthe és Pirmil községekkel határos.

## Népesség
A település népességének változása:
| Lakosok száma | 339  | 345  | 353  | 353  | 356  | 354  | 357  | 347  | 336  |
|               | 2013 | 2015 | 2016 | 2017 | 2018 | 2019 | 2020 | 2021 | 2022 |